# Otario
Otario és una pel·lícula uruguaiana de 1997 dirigida per Diego Arsuaga, és un film de thriller protagonitzat per Gabo Correa, Laura Schneider i Ricardo Couto.

## Sinopsi
Per a trobar al seu marit desaparegut, una espanyola de bona posició econòmica contracta a un detectiu.

## Repartiment
- Gabo Correa
- Laura Schneider
- Ricardo Couto
- Augusto Mazarelli
- Ignacio Cardozo
- Walter Reyno
- Júver Salcedo
- Gustavo Nocetti
- Julia Möller

## Premis
- 1998: millor direcció d'art Inés Olmedo, millor actuació masculina Ricardo Couto i millor vestuari Tata Lussich al Festival de Cinema de Gramado.
- 1998: premi especial del jurat al Festival Internacional de Cinema de Cartagena de Indias.
- 1998: millor música original al Festival Internacional de Cinema Llatí de Nova York.
- 1997: millor opera prima al Festival Internacional del Nou Cinema Llatinoamericà de l'Havana.[3]